# Sa Pa (phường)
Sa Pa là phường trung tâm của thị xã Sa Pa, tỉnh Lào Cai, Việt Nam.

## Địa lý

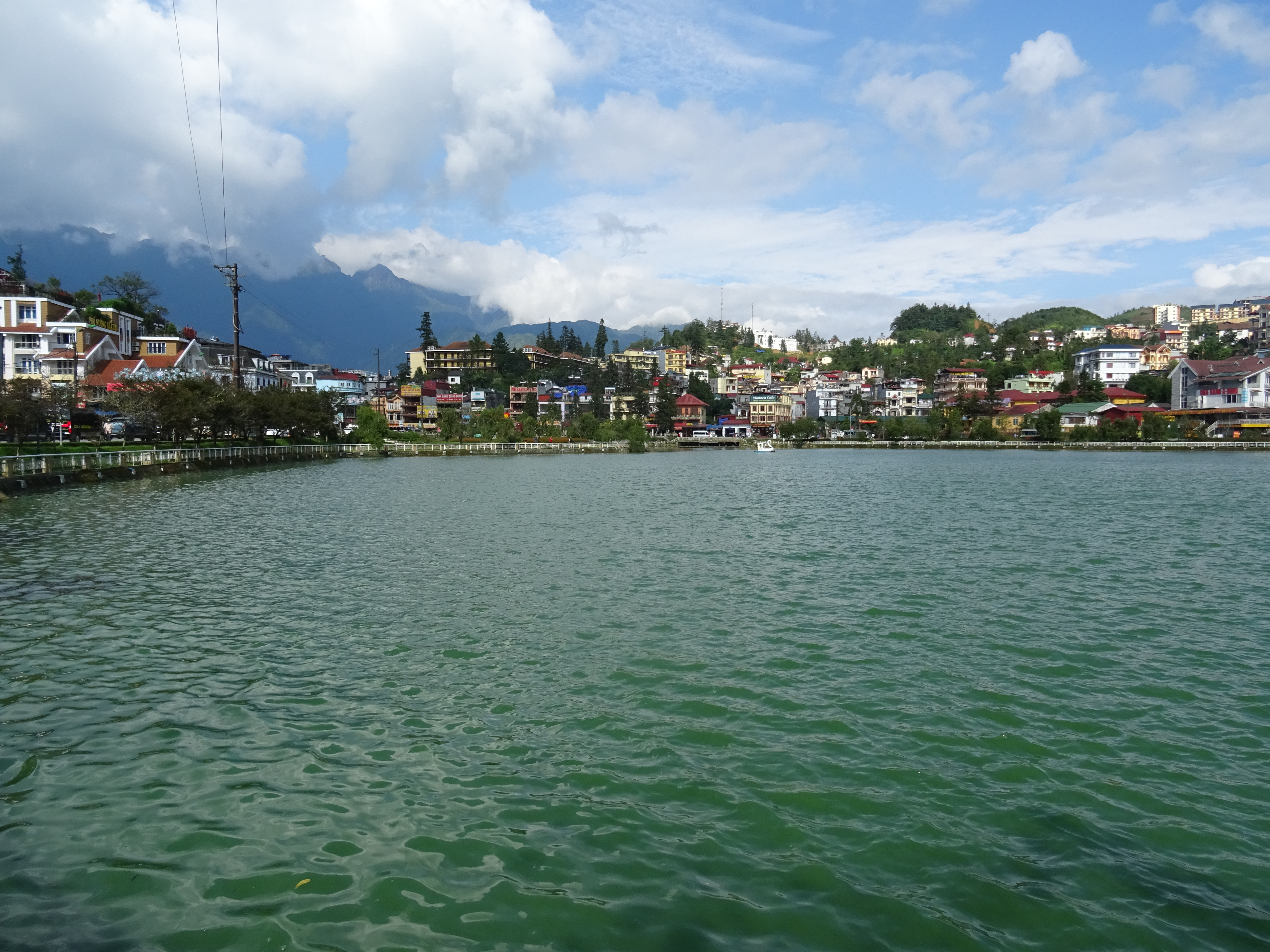
Hồ nước ở trung tâm Sa Pa

Phường Sa Pa nằm ở trung tâm thị xã Sa Pa, có vị trí địa lý:
- Phía đông giáp phường Sa Pả và xã Mường Hoa
- Phía tây giáp phường Phan Si Păng
- Phía nam giáp phường Cầu Mây
- Phía bắc giáp các phường Phan Si Păng, Hàm Rồng, Sa Pả.

Phường có diện tích 6,25 km², dân số năm 2018 là 9.412 người, mật độ dân số đạt 1.506 người/km².

## Hành chính
Phường Sa Pa được chia thành 7 tổ dân phố đánh số từ 1 đến 7.

## Lịch sử
Trước đây, Sa Pa là thị trấn huyện lỵ thuộc huyện Sa Pa. Điạ bàn phường Sa Pa hiện nay tương ứng với khu vực trung tâm của thị trấn này.
Cuối năm 2018, thị trấn Sa Pa có 23,65 km² diện tích tự nhiên và 31.010 người.
Ngày 11 tháng 9 năm 2019, Ủy ban Thường vụ Quốc hội ban hành Nghị quyết 767/NQ-UBTVQH14 (nghị quyết có hiệu lực từ ngày 1 tháng 1 năm 2020). Theo đó:
- Thành lập thị xã Sa Pa trên cơ sở toàn bộ diện tích và dân số của huyện Sa Pa
- Giải thể thị trấn Sa Pa để điều chỉnh về 6 phường mới thuộc thị xã Sa Pa. Trong đó, phường Sa Pa được thành lập trên cơ sở điều chỉnh 2,33 km² diện tích tự nhiên, 9.297 người của thị trấn Sa Pa; 2,38 km² diện tích tự nhiên, 115 người của xã Lao Chải và 1,54 km² diện tích tự nhiên của xã Sa Pả. Phần diện tích và dân số còn lại của thị trấn Sa Pa được điều chỉnh về 5 phường còn lại.

Sau khi thành lập, phường Sa Pa có 6,25 km² diện tích tự nhiên và 9.412 người.